# Аед Слайне

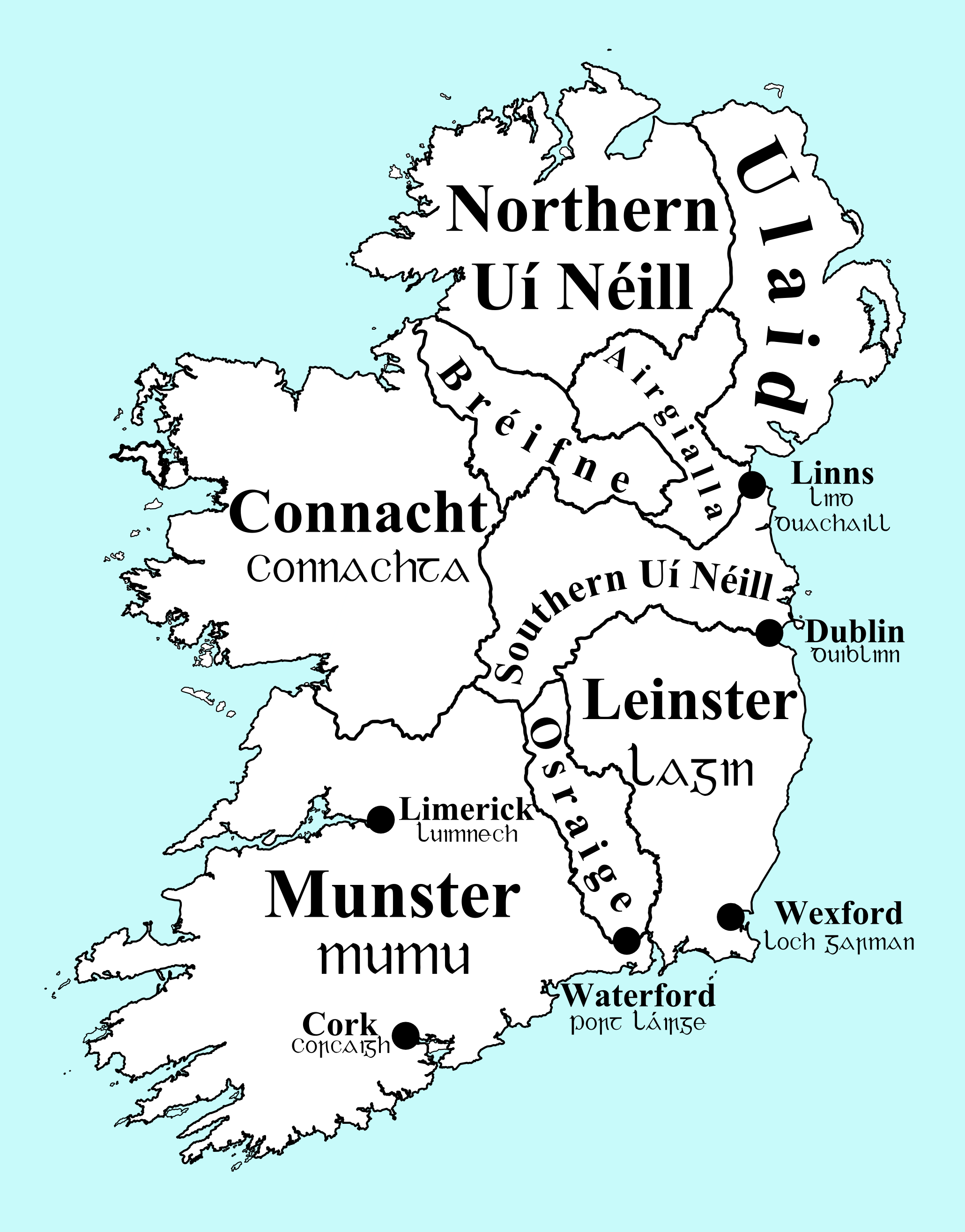
Карта Ірландії в добу раннього середновіччя. Показані особисті володіння північних та південних О'Нілів

Аед Слайне мак Діармайт — (ірл. — Áed Sláine mac Diarmato) — верховний король Ірландії. Роки правління: 595—600. За деякими джерелами помер у 604 році. Син Діармайта мак Кербайлла (ірл. — Diarmait mac Cerbaill). Існує багато легенд про його народження і життя. Згідно з історичними переказами святий Колумба передбачив його смерть. Нащадки: Сіл н-Аедо Слайне (ірл. — Síl nÁedo Sláine) — утворили могутній клан, були відомі у VII—VIII століттях в Ірландії.

## Походження
Мати — Мугайн Мор (ірл. — Mugain Mór). Є версія, що так само називалась богиня-захисниця землі Манстер (Муму). Вона була дочкою Конхрада мак Дуаха (ірл. — Conchrad mac Duach) — короля дрібного васального королівства Осрайге (ірл. — Osraige). Існує легенда, що батько Аеда Слайне — Діармайт мак Кербайлл мав кількох дружин. Шлюб з Мугайн був бездітний, що стало причиною приниження Мугайн з боку інших дружин Діармайта. Щоб позбутися безпліддя вона п'є святу воду, яку благословив святий Фінніан з Мовілле (ірл. — Finnian Moville). Після цього вона стає плідною, але спочатку вона народжує ягня, потім лосося і нарешті потім сина Аеда Слайне.
Святий Фінніан передбачив, що Аед перевершить своїх братів і стане великим королем. Можливо, це пророцтво було сфабриковане пізніше — після 750 року, коли нащадки Аеда Слайне — Сіл н-Аедо Слайне стали могутніми правителями в Ірландії. Братом Аеда Слайне був Колман Мар (ірл. — Colmán Már) — засновник клану Холмайн (ірл. — Cholmáin). Другим братом Аеда Слайне був Колман Бек (ірл. — Colmán Bec) був засновником відомого клану Кайлле Фолламайн (ірл. — Caílle Follamain). Багато легенд складено про Діармайта мак Кербайлла та його трьох синів, але історичність цих постатей досі лишається під питанням.

## Життя і правління
У порівнянні з його батьком про Аеда Слайне досить мало розповідають давні ірландські літописи. Адомнан повідомляє про пророцтва святого Колумби щодо життя і смерті Аеда Слайне. Святий Колумба пророкував, що Аед Слайне буде таким же великим і славним королем як і його батько. Але якщо його правління затьмариться вбивством когось із родичів короля, то правління буде хоч і великим але коротким.
За деякими джерелами Аед Слайне правив Ірландією сумісно з іншим верховним королем — Колманом Рімідом (ірл. — Colmán Rímid) з гілки Кенел н-Еогайн (ірл. — Cenél nEógain) королівського роду О'Нілів — нащадків верховного короля Ірландії Ніла Дев'яти Заручників. Аед Слайне прийшов до влади після загибелі свого попередника — Аеда мак Айнмуйреха (ірл. — Áed mac Ainmuirech) в битві під Балтінглассом (сучасне графство Віклоу) під час війни з Брандубом мак Ехахом (ірл. — Brandub mac Echach) — королем Лейнстеру.
Щоб відрізнити цього короля Аеда від інших Аедів, його було названо Аед Слайне. Слайне — це пагорб біля руїн стародавньої столиці Ірландії — Тари, який був розташований в особистих володіннях Аеда. Деякі ірландські літописи не вказують Аеда Слайне як верховного короля Ірландії. Зокрема, його імені немає в літописі «Видіння Конна Ста Битв» — «Балє Хуньд Кетхатагь» (ірл. — Baile Chuind Chétchathaig). Але це історики пояснюють упередженістю авторів літопису та цензурою правителів і їх прихильників, що належали до нащадків іншого ворогуючого табору претендентів на королівський трон.
У 600 році Аед Слайне вбив свого племінника Суйбне мак Колмайн Мара (ірл. — Suibne mac Colmáin Már) — як пише Адомнан «підступно». Згідно з пророцтвом святого Колумби наслідком цього мав бути кінець правління Аеда Слайне і його смерть. Що і сталося. У 600 році чи у 604 році Аед Слайне був убитий. За повідомленнями Маріана Скотта (лат. Marianus Scotus) Аед Слайне був убитий разом зі своїм співправителем Колманом Рімідом. Очевидно, це сталося в бою.

## Нащадки
Аед Слайне мав шістьох дітей. Серед них сини: Діармайт (ірл. — Diarmait) — став верховним королем Ірландії.
Блахмак (ірл. — Blathmac) — став верховним королем Ірландії.
дочка Ронтуд (ірл. — Rontud)
Онуки: Фінснехта, Сехнассах, Кен Фаелад (ірл. — Fínsnechta Fledach, Sechnassach, Cenn Fáelad).
Дружиною Аеда Слайне була Ейхне (ірл. — Eithne).